# Phiến đá khiếu nại cho Ea-nasir

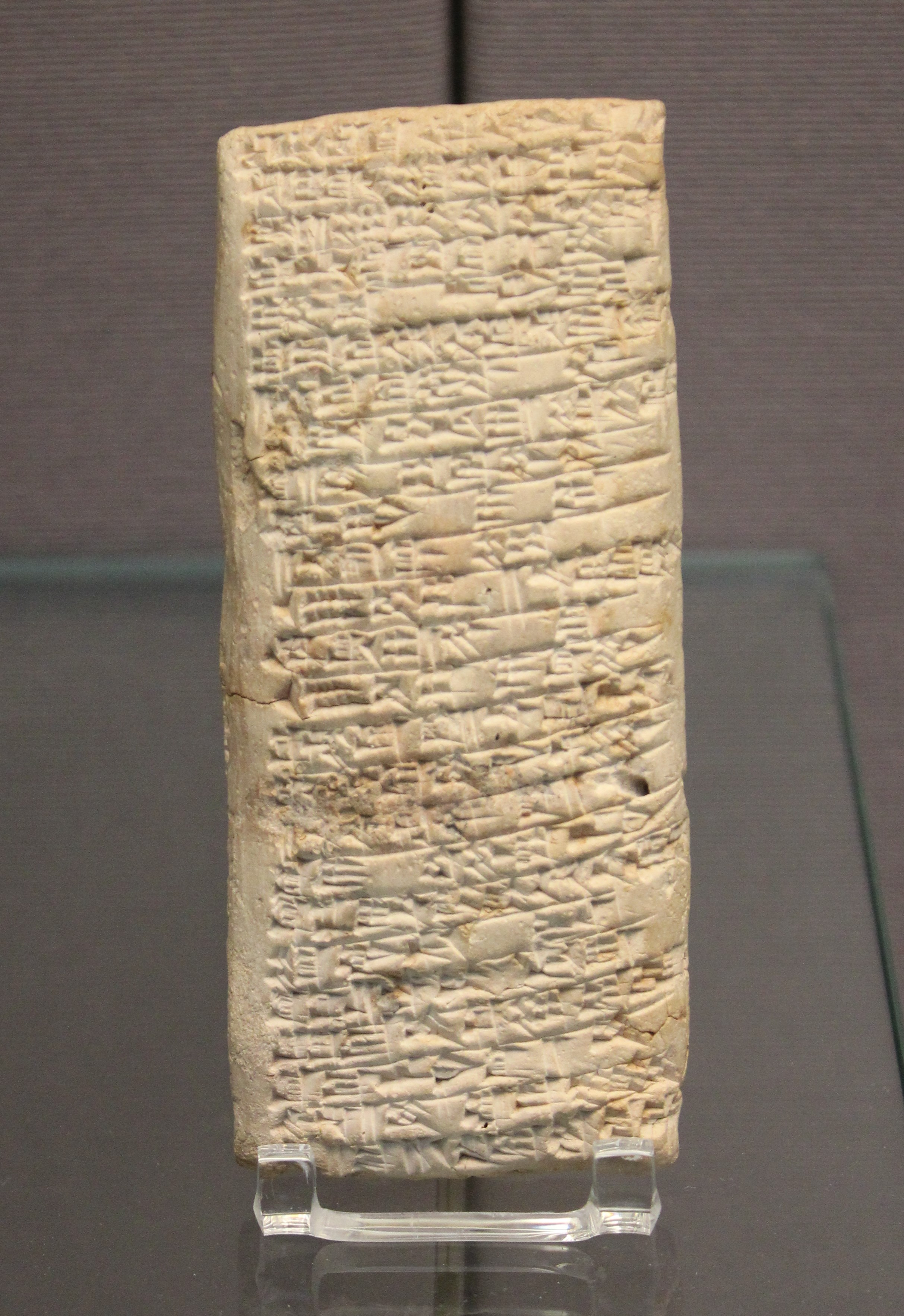
Phiến đá khiếu nại được trưng bày tại bảo tàng Anh.

Phiến đá khiếu nại cho Ea-nāṣir là một phiến đất sét được viết khoảng năm 1750 TCN gửi đến thành phố cổ Ur (nay thuộc Iraq). Phiến đá được khắc lên lời khiếu nại của một khách hàng tên là Nanni cho thương nhân Ea-nāṣir bằng tiếng Akkad. Phiến đá này được coi là lời khiếu nại cổ nhất thế giới, và hiện đang được cất giữ ở bảo tàng Anh. Trong thập niên 2020, nội dung phiến đá và thương nhân Ea-nāṣir trở thành một meme Internet.

## Mô tả

### Khai quật
Phiến đá được tìm thấy bởi Leonard Woolley trong một cuộc thám hiểm thành phố cổ Ur của nhóm khảo cổ từ Đại học Pennsylvania và bảo tàng Anh từ năm 1922 đến 1934. Phiến đá cao 11,6 cm (49⁄16 inch), rộng 5 cm (115⁄16 inch) và dày 2,6 cm (1 inch). Phiến đá được làm bằng đất sét nung, sạch và bị nứt vài chỗ.

### Nội dung
Ea-nāṣir đi mua đồng ở thành phố Dilmun và đem trở về Lưỡng Hà để bán. Một hôm, Ea-nāṣir đồng ý bán thỏi đồng cho một khách hàng tên là Nanni. Nanni cử nô lệ của mình đi gửi tiền để hoàn tất việc mua bán. Nanni phàn nàn rằng những thỏi đồng nhận được không đạt tiêu chuẩn và chất lượng kém.
Nanni khiếu nại bằng cách gửi một phiến đất sét viết lời phàn nàn của ông bằng chữ hình nêm cho Ea-nāṣir. Phiến đá khắc lên nội dung về chất lượng không đạt của thỏi đồng của Ea-nāṣir, và vấn đề về một giao dịch khác của ông. Nanni phàn nàn rằng nô lệ mà ông cử đi bị đối xử một cách thô lỗ, và tại thời điểm viết, ông chưa chấp nhận thỏi đồng mặc dù đã trả tiền.

Sơ đồ nội thất của một ngôi nhà Babylon cổ đại được xem là nơi ở của Ea-nāṣir trong tàn tích ở thành phố Ur.

### Phiến đá khác
Một số phiến đá khác được tìm thấy trong tàn tích được cho là nơi ở của Ea-nāṣir, trong đó có một phiến đá khiếu nại từ một khách hàng tên là Arbituram phàn nàn rằng ông chưa nhận được thỏi đồng, và một phiến đá khác viết rằng ông không muốn nhận đồng chất lượng kém nữa.

## Di sản
Phiến đá khiếu nại cho Ea-nāṣir đã trở thành một meme Internet do sự khác thường về tính chất nội dung khi so với thời Ai Cập cổ đại, trong đó tạp chí Forbes cho rằng phiến đá trông giống như khiếu nại về chất lượng dịch vụ kém của khách hàng thời hiện đại.
Phiến đá được Sách Kỷ lục Guinness công nhận là "Lời viết khiếu nại khách hàng cổ nhất thế giới" với niên đại 3767 năm.